# Fidèles compagnes de Jésus
Les Fidèles compagnes de Jésus (en latin : Societatis Fidelium Sociarum Jesu) sont une congrégation religieuse féminine    de droit pontifical vouée à l'enseignement et à la prédication de retraite spirituelle.

## Historique
En 1805, Marie Madeleine Victoire de Bengy (1781-1858) reste veuve du vicomte d'Houët et traverse une longue période de crise spirituelle. Le 20 avril 1820, avec deux compagnes et une institutrice, elle commence à s'occuper de l'éducation de sept filles pauvres d'Amiens, œuvre à partir duquel l'institut se développe.
L'école est initialement soutenue par les Jésuites mais lorsque la fondatrice refuse de fusionner sa communauté à la Société du Sacré-Cœur de Jésus, les pères cessent de soutenir l'œuvre et créent de sérieuses difficultés. À partir de 1822, sous la protection de l'évêque d'Amiens, Jean-Pierre de Gallien, l'institut s'étend rapidement à d'autres régions de la France et, à partir de 1830, également en Angleterre (la congrégation connaît son plus grand développement dans les pays anglo-saxons). À la mort de la fondatrice, la congrégation compte également des maisons en Irlande et en Italie. L'institut est approuvé provisoirement le 2 août 1826 par le pape Léon XII et définitivement par le pape Grégoire XVI avec le décret de louange du 20 mai 1837.

## Activités et diffusion
Les Fidèles compagnes de Jésus se consacrent à l'enseignement et à la gestion de centres de spiritualité.
Elles sont présentes en :
- Europe : Allemagne, Belgique, Espagne, France, Irlande, Italie, Royaume-Uni, Roumanie, Suisse.
- Amériques : Argentine, Canada, États-Unis.
- Asie : Birmanie, Indonésie, Philippines.
- Océanie : Australie.

La maison généralice se trouve à Broadstairs dans le Kent.
En 2017, la congrégation comptait 213 sœurs dans 47 maisons.